# Ana Patricia Rojo
Pour les articles homonymes, voir Rojo.
Ana Patricia Rojo, née Ana Patricia Rojo Stein le 13 février 1974 à Villahermosa, État de Tabasco, Mexique, est une actrice et chanteuse mexicaine.
Fille de  l'acteur Gustavo Rojo.

## Filmographie partielle

### Au cinéma
- 2008 : La vida se disfraza de problemas (court métrage)
- 2007 : Hipnosis (court métrage)
- 2007 : J-ok'el : Carmen Romero
- 2005 : La curva del olvido
- 2000 : Drogadicto
- 1991 : Trágico carnaval
- 1991 : Dos locos en aprieto
- 1986 : Como si fuéramos novios : Laurita
- 1984 : No vale nada la vida
- 1984 : Veneno para las hadas : Verónica
- 1981 : Los cuates de la Rosenda
- 1980 : El robo imposible : Patty Bond
- 1979 : Los reyes del palenque

### À la télévision

#### Telenovelas
- Por amar sin ley (2018)
- Un camino hacia el destino (2016) : Mariana Altamirano de Sotomayor[1],[2]
- Que te perdone Dios (2015) :  Efigenia de la Cruz y Ferreira[3],[4]
- Corazón Indomable (2013) : Raiza Canseco[5]
- Cuidado con el ángel (2008-2009) : Estefanía Rojas / Estefanía Velarde Santos[6]
- Destilando amor (2007) : Sofía Montalvo Santos[7]
- Mujer de madera (2004-2005) : Marisa Santibáñez Villalpando #2[8]
- Rebeca (2003) : Niurka Linares
- El noveno mandamiento (2001) : Fabiola Durán Del Valle[9]
- Carita de ángel (2000-2001) : Nicole Romero Medrano
- María Emilia, querida (1999-2000) : Mónica Pardo-Figueroa
- Vivo por Elena (1998) : Silvia Fonseca de Montiel
- Esmeralda (1997) : Georgina Pérez-Montalvo
- Bendita mentira (1996) : Mireya de la Mora
- María la del barrio (1995-1996) : Penélope Linares
- María José (1995) : Imperia Campuzano de la Cruz
- Los parientes pobres (1993) : Griselda Olmos
- Al filo de la muerte (1991) : Mónica Araujo
- Un rostro en mi pasado (1990) : Miranda Estrada
- Dulce desafío (1988-1989) : Mirta Miranda
- El camino secreto (1986) : Paulina Faidella
- El maleficio (1983) : Liliana
- Al final del arco iris (1980) : Caramelo
- Extraños caminos del amor (1981) : Juana
- Juegos del destino (1981) : Vanessa (enfant)
- Honrarás a los tuyos (1979) : Magnolia

## Théâtre
- 2014 : Mi amiga la gorda - Úrsula[10]
- 2011 : Perfume de Gardenia : Estefanía
- 2010 : Las arpías : Nicole
- 2006 : Agárrenla que me caso : Sofía
- 2005 : De que se ríen las mujeres : Griselda
- 2005 : 23 centímetros : Fabiola
- Sueños de un seductor : Silvia Renca
- Tres parejas disparejas : Vanessa
- La bella y la bestia (musical) : Imperia
- 2004 : Pastorela mexicana : María Paz
- 2004 : Nada de sexo que somos decentes : Niurka
- 1985 : La Caperucita Roja : Juana